# (560) Dalila
(560) Delila és l'asteroide número 560. Fou descobert per l'astrònom Max Wolf des de l'observatori de Heidelberg (Alemanya), el 13 de març del 1905.
La seva denominació provisional era 1905 QF.